# عبد المنعم الديالمي
عبد المنعم الديالمي صحفي وناشر مغربي من مواليد سنة 1950 بمدينة فاس.

## مسيرته
حصل على دكتوراه الدولة في القانون العام والعلوم السياسية من جامعة غرينوبل، وأستاذ الاستراتيجية والقانون بجامعة محمد الخامس بالرباط.
الديالمي هو المدير التنفيذي لمجموعة (Eco-Médias) الصحفية التي تمتلك الصحيفة اليومية (L'Économiste)، وشقيقتها الناطقة بالعربية الصباح، وإذاعة أطلنتك.
وهو كذلك رئيس الاتحاد المغربي للناشرين الصحفيين، ونائب رئيس الاتحاد الدولي للصحافة الفرنكوفونية، ورئيس رابطة المحللين السياسيين الأفارقة، ومراقب دولي للعمليات الانتخابية المعتمدة لدى المنظمة الدولية للفرنكوفونية.